# はたち-1982年に生まれて-
『はたち-1982年に生まれて』は、2003年1月13日に午後3:00からフジテレビで放送された成人の日ドラマスペシャル。

## 出演
- 奥村理奈…松本莉緒
- 進藤竜二…山田孝之
- 菊池優子…水川あさみ
- 松本 歩…吉井怜
- パパイヤ鈴木
- 並樹史朗
- 野村信次
- 塚田若乃
- 梶原雄太（キングコング）
- 根本貴美子
- 藤本洋子
- 椎名泰三
- 沼田隆兵
- 大江聡
- 田中幸太朗
- 酒井典子
- 鶴田倫美
- 郡司のぞみ
- 安田暁
- 大竹浩一
- 大河原晃
- 村上尚子
- 池部愛
- 竹島正義
- 嶋崎徹

## スタッフ
- 企画：有田晃之
- 脚本：原田裕文
- 演出・プロデュース：武内英樹
- プロデュース：下山潤
- 技術協力：ビデオスタッフ、東新（現：ザ・ホライズン）
- 美術協力：アックス
- スタジオ：渋谷ビデオスタジオ
- 制作協力：イースト
- 制作著作：フジテレビ